# 高本とむ
高本 とむ（たかもと とむ、2001年10月10日 - ）は、ジャパンラグビーリーグワンリコーブラックラムズ東京に所属するラグビー選手。

## プロフィール
- 大阪府出身[1]。
- ポジションはウィング(WTB)。
- 身長 182 cm、体重 88 kg
- 弟のとわもラグビー選手[2]。
- U17日本代表に選ばれたことがある。

## 略歴
小学校2年生からラグビーを始めた。
2020年、東福岡高校卒業後、帝京大学に入る。なお東福岡高校時代、主将を務めて、高校日本代表に選ばれたことがある。
2024年、アーリーエントリーでリコーブラックラムズ東京に加入。同年6月、ホークスベイに留学。
2025年5月11日に行われたJAPAN RUGBY LEAGUE ONE第18節カンファレンスB三重ヒート戦にて途中出場でリーグワン公式戦初出場を果たした。